# Drincham
Drincham é uma comuna francesa na região administrativa de Altos da França, no departamento do Norte. Estende-se por uma área de 3.38 km². Em 2010 a comuna tinha 268 habitantes (densidade: 79,3 hab./km²).